# Sesto Giulio Africano
Sesto Giulio Africano (in latino Sextus Iulius Africanus; 160/170 – 240) è stato uno scrittore romano, considerato il fondatore della cronografia cristiana.
Progettò per Alessandro Severo la biblioteca imperiale. Delle sue numerosissime opere ci rimangono solamente alcuni frammenti. 
Scrisse una Cronografia, storia universale dalle origini fino ad Eliogabalo nella quale riportò anche le cronologie dei sovrani egizi opera di Manetone.

## Biografia
Le notizie biografiche su Africano sono piuttosto scarse. In passato si riteneva che fosse nato in Libia, ora si ritiene più probabile che fosse originario di Gerusalemme, anche se la sua origine ebraica non è stata accertata. Sicuramente era in buoni rapporti con re Abgar VIII di Edessa, e fu amico del poeta Bardesane. Prima del 221 seguì le lezioni di Heraklas ad Alessandria d'Egitto, e fu in rapporti amichevoli con il suo maestro Origene.
Visse ad Emmaus; nel 222 inviò una lettera all'imperatore Alessandro Severo, cui dedicò il suo lavoro enciclopedico Kestoi, per richiedere la ricostruzione della città che era in rovina: la missione ebbe successo ed Emmaus venne riedificata, col nome di Nicopolis. Africano si occupò anche di creare a proprie spese la biblioteca contenuta nel Pantheon.
Dioniso bar Salibi afferma che era un vescovo; in realtà non fu mai un sacerdote: i suoi presunti incarichi sarebbero dovuti a cattive interpretazioni dei brani che lo riguardano.

## Opere

### Cronografia
Africano scrisse una cronografia del mondo (in greco antico: Χpοvογραφίαι?, Chronographíai) in cinque libri, dalla creazione all'anno 221, per un totale, secondo i suoi calcoli, di 5723 anni.
Africano stimò in 5500 anni il periodo trascorso tra la creazione e la nascita di Gesù, assumendo che la sua incarnazione fosse avvenuta il primo giorno dell'AM 5501, corrispondente al 25 marzo 1 a.C. La sua datazione fu molto influente: nel Mediterraneo orientale di lingua greca la creazione venne posta diverse volte nel primo decennio del 5500 a.C. Secondo Africano, il mondo era destinato a durare 6000 anni in totale, una previsione che si inserisce nella vena del millenarismo.
La cronografia di Africano, compilata con intenti apologetici, non è pervenuta, ma ampi estratti si sono conservati nel Chronicon di Eusebio di Cesarea, che la utilizzò frequentemente nella compilazione delle liste episcopali antiche; altri frammenti sono contenuti nelle opere di Giorgio Sincello e di Giorgio Cedreno, come pure nel Chronicon Paschale.
Questo lavoro mise per la prima volta in relazione la storia giudaico-cristiana con quella greco-romana, per cui Africano viene considerato il fondatore della cronografia cristiana.

### Altre opere
Eusebio riporta anche alcuni estratti di una lettera di Africano ad un certo Aristide (Epistula ad Aristidem), in cui lo storico libico cerca di riconciliare la discrepanza tra le linee genealogiche di Gesù riportate dagli evangelisti Matteo e Luca facendo riferimento alla pratica ebraica del levirato. Sono pervenute anche la sua lettera in cui mette in discussione l'autenticità della parte del Libro di Daniele che racconta la storia di Susanna e la relativa risposta di Origene.
Ad Africano viene attribuito un altro lavoro, il Kestoi (Κεστοί, "cinture ricamate"), che in 24 volumi tratta di agricoltura, storia naturale, scienza militare, magia, medicina e altri argomenti in stile enciclopedico; l'attribuzione è stata disputata sulla base dell'argomento secolare, ma tale critica viene superata facendo risalire la composizione di questa opera al periodo precedente a quello in cui Africano si sarebbe dedicato a lavori religiosi. Un frammento del Kestoi si trova nei papiri di Ossirinco.